# 織本屋

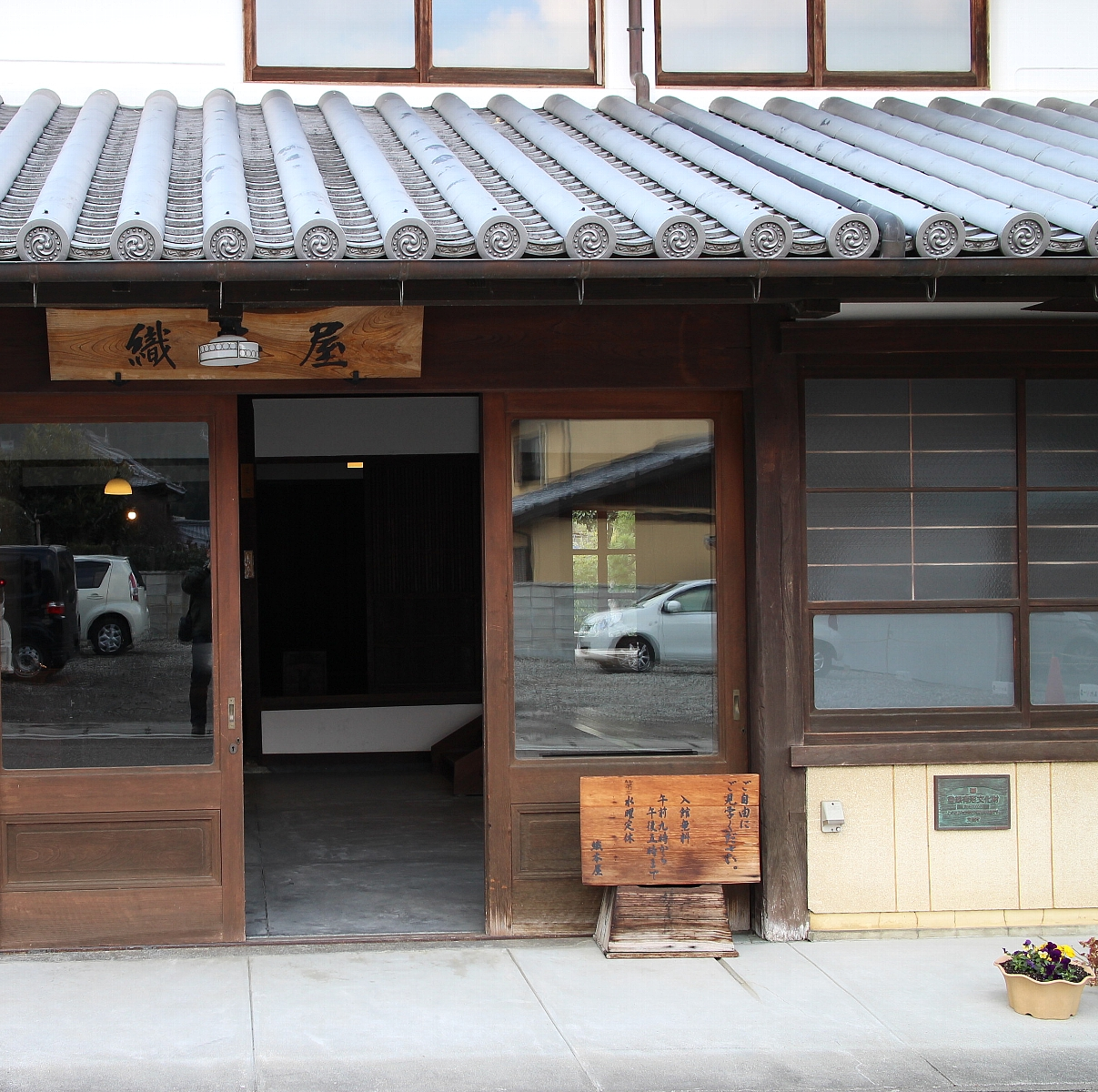
玄関

織本屋（おりもとや）は、徳島県つるぎ町にある歴史的建造物。別名は旧折目家住宅。国の登録有形文化財に登録されている。またにし阿波お勧めビューポイント100選に選定されている。

## 歴史
織本屋（旧折目家）は代々酒造業を営んできた商家で、旧貞光町の二層うだつの町並みに建つ。下側は葺き下ろし、上側は切り妻造りになった江戸時代の古いうだつの形が見られ、当時の商家の姿を伝える。2階には織本屋の調度品を常時展示している。
2006年（平成18年）3月27日に国の登録有形文化財に登録された。

## 交通
- 徳島自動車道「美馬インターチェンジ」より車で約10分。
- JR徳島線「貞光駅」より徒歩で約15分。